# 利根號防護巡洋艦
利根号防护巡洋舰（日语：／ Tone ?）是旧日本海軍的防护巡洋舰，曾经参加了第一次世界大战，其后长期在中国沿海一带巡逻。国民革命军北伐期间本舰一直驻扎在上海进行警戒；1929年在一次航行中曾撞沉了一艘中国帆船。
本舰是佐世保海军工厂建造的第一艘巡洋舰，同时也是日本海军最后一艘搭载往复式蒸汽机的军舰。1933年作为靶舰被击沉。
本舰得名自流經關東地方的利根川。本舰为日本海军中第一艘以“利根”命名的作战军舰（在此前还曾经有两艘1873年（明治6年）建造的运输船，也曾名“利根”），日后太平洋战争时期的利根號重巡洋艦和战后日本海上自衛隊的利根号护卫舰相继继承了该名。

## 设计和概述

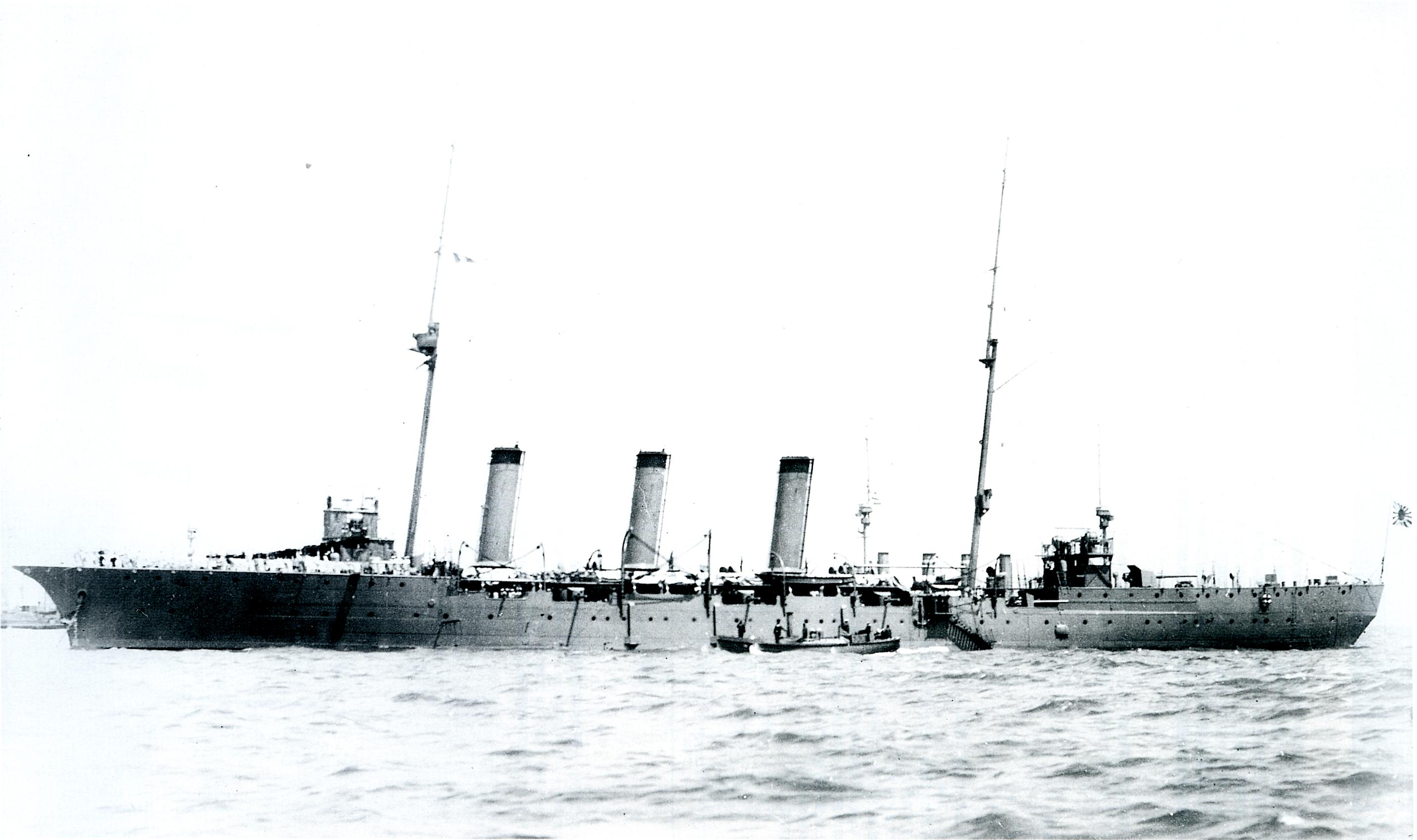
利根号，摄于1911年朴茨茅斯

1905年（明治38年）5月22日，日本海军从临时军事费里面分配262万9000日元预算给预定新建的甲号二等巡洋舰，分摊到1905-1908的四年支出里。
本舰的设计师为当时隶属艦政本部第3部的近藤基樹造船大监（军阶等同于海军大佐），以当初在英国埃尔斯维克船厂建造的吉野为蓝本进行设计，因此两者结构大体相同。动力部分，本舰搭载了两台三菱四汽缸三段膨胀往复式蒸汽机，由16座宫原式水管锅炉提供蒸汽，最大速度23節（43每小時），在10節（19每小時）经济航速下最大航程为7,400海里（13,700）。同时这也是日本海军中最后一艘使用这种往复式蒸汽机的军舰。
本舰主炮为两门40倍径单装6英寸（152）速射炮，有炮盾作为防护。主副武器的型号与口径均与吉野相同；但设计人员为了节省吨位计，削减了6英寸炮数量，只有两门。副武器一开始是安装了12门40倍径单装120（4.7英寸）速射炮；不过最前面两门副炮的安装位置有问题，射界很窄，不久有关方面就拆除了这两门炮，导致副炮总数减少到10门。轻型武器包括4门76毫米6磅炮。在第一次世界大战后，本舰在第一根烟囱位置加装了两挺76毫米高射炮。鱼雷武器方面，本舰放弃了音羽等数舰的激进做法，重新配备了鱼雷武器，舰上共安装了3具457（18英寸）鱼雷发射管。此外，本舰和日俄战争期间新造的军舰一样，吸取了春日的舰艏撞角“击沉”吉野的经验教训，舍弃了舰艏的撞角，改为飞箭船式舰艏。
本舰采用了克虏伯渗碳装甲，装甲甲板最薄处38毫米，倾斜部分为76毫米。司令塔装甲厚100毫米。作为典型的防护巡洋舰，本舰没有舷侧装甲。

## 舰历

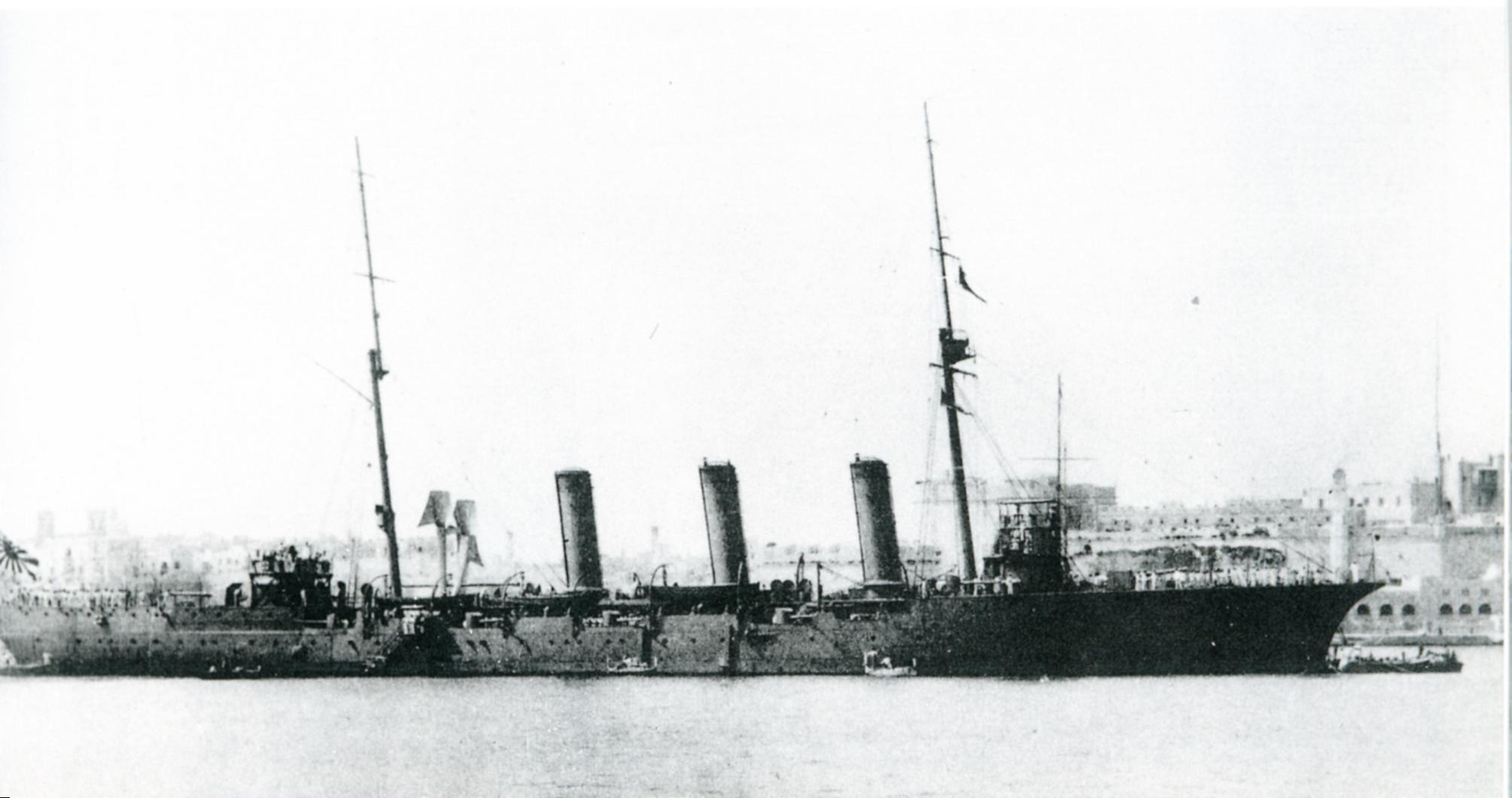
利根号，摄于1911年

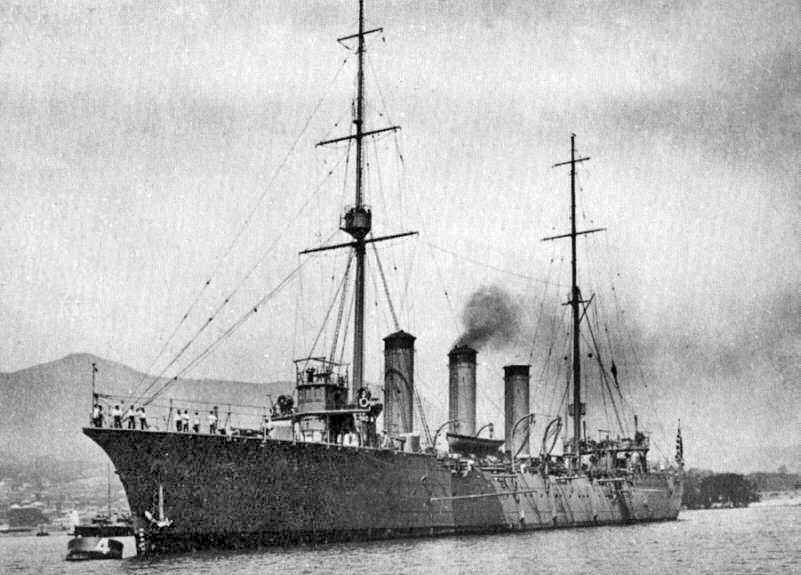
利根号，拍摄日期不详

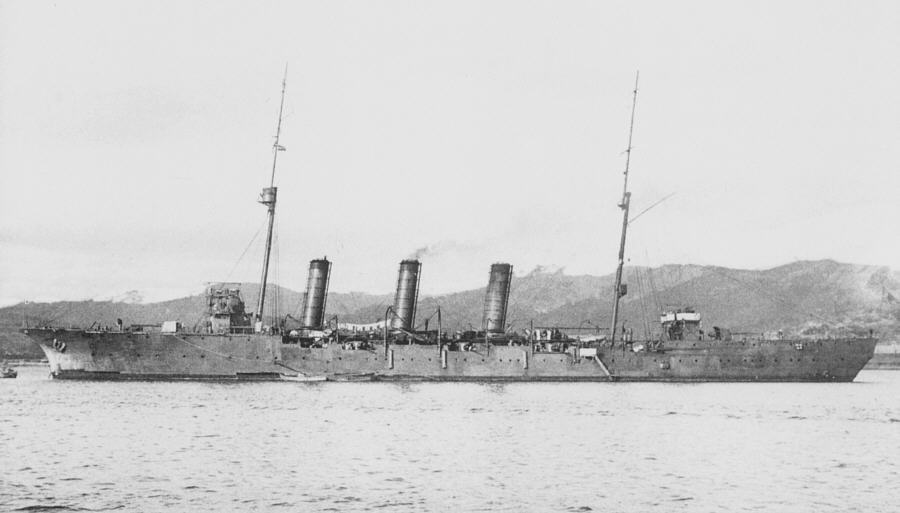
利根号，摄于1918年

1905年（明治38年）9月30日，日本海军内部为这艘预定在佐世保海军工厂建造的甲号二等巡洋舰暂定名为“利根”。同年11月27日，本舰在佐世保动工兴建，这也是佐世保海军工厂首次进行巡洋舰的建造工程。
1907年（明治40年）10月24日，本舰建成下水，时皇太子（日后的大正天皇）出席了下水仪式。同一天日本海军正式将本舰命名为“利根”，分类为二等巡洋舰。
1910年（明治43年）5月15日，本舰终于竣工。全舰建造过程延宕达5年又5个月，时间拖延得如此之久的其中一个原因是佐世保海军工厂在此前仅建造过鱼雷艇一类的小型军舰，缺乏建造大型军舰的经验；另一个原因是日俄战争结束后，日本军费开支有所收缩，导致造舰经费不足。7月15日，新服役不久的利根编入第一舰队。同年8月8日，海军即对刚服役不久的利根进行改装，扩大无线电通信室，用以装备四三式无线电装置。
1911年（明治44年）3月1日  利根转入第二舰队。不久有关方面决定派出鞍馬、利根两舰组成“遣英舰队”，由島村速雄海军中将率领前往英国参加英王乔治五世的加冕典礼阅舰式。4月1日编队从横须贺出港，6月24日参加了阅舰式。此后编队历访欧洲各国，11月22日返回横须贺。
1912年（大正元年）8月28日，日本海军修改了舰艇分类，合并原有的二等、三等巡洋舰的区分，将不足7000吨的巡洋舰全部划分为二等。利根在新分类下依旧为二等巡洋舰。
1914年第一次世界大战爆发，日本参加了协约国一方加入战争。8月18日，日本参战前夕，利根归属于第二舰队第二水雷战队，作为战队司令冈田启介海军少将的旗舰，参加了青島戰役。
1915年（大正4年）12月13日，日本海军打散原有编制，重新编成第一、第二、第三舰队。利根此时转入第三舰队第六战队旗下（对马、新高、利根、明石）。此后在战争期间利根辗转于第一舰队第一水雷战队（旗舰）、第一特务舰队等编制内，在南海、印度洋等地进行巡逻。
1924年（大正13年）4月1日，利根编入第一遣外舰队，此后长期驻扎于中国沿海。
1925年（大正14年）12月3日，利根结束在佐世保的维修，出发前往中国。5日返抵青岛，并接替对马成为第一遣外舰队旗舰。
1926年（大正15年）2月6日，利根离开青岛，9日移驻上海。至此日军第一遣外舰队主力云集上海，监视北伐进展。
1927年（昭和2年）3月20日21时，国民革命军北伐军逼近上海新龙华，21日01时直鲁军撤退。当天白天上海各界举行第二次总同盟罢工。租界各国认为有“南军便衣队”在上海附近活动，为控制局势，决定以海军陆战队进行威慑。13:30美国驻华舰队旗舰匹兹堡号首先开始进行登陆行动，稍后利根（第一遣外舰队旗舰）等日舰也开始出兵，至15时日本陆战队已经就位。同时日军接报称浦东一带出现打着青天白日旗的便衣队，利根、川内、天龙等各舰也紧急派出预备队前往浦东。22日直鲁军溃军在租界各国军队调停下陆续解除武装。23日上海总工会召开欢迎北伐军大会，并向北伐军请愿收回租界；留在上海的各国人士以为国民政府准备武力收复租界，开始出现避难潮，各国继续加派人员，日军也加派至1700余人。24日发生南京事件，日本开始从汉口撤侨前往上海，而局势紧张期间利根等日本大型军舰一直停驻于上海。
1929年（昭和4年）9月7日10:30，利根从吴淞出发返回上海，12:27在上海港附近与一艘中国帆船相撞，导致该帆船沉没，船上4男1女3名儿童落水。附近的小船以及水上警察署等立即进行救助，将落水者全部救上岸。日方声称在本次事件中利根并无过错。但日方考虑到船主损失了船只以及所搭载的全部货物，生活穷困，值得同情；同时日方指出可以利用本次事件应对各地的废约促进会等。因此日方非但没有索取赔偿，还赠予了船主450日元的抚恤金。11月30日，利根返回佐世保，转入预备舰队。
1931年（昭和6年）4月1日，日本海军将利根从海军中除籍，同一天从舰艇类别等级表中除名。当天包括利根在内的3艘老旧军舰（利根、筑摩、阿蘇）改列为废弃舰，利根的舰名也更改为“第2号废弃舰（日语：廃艦二號）”。
1933年（昭和8年）4月30日，日本海军在奄美大島附近，对第2号废弃舰（原利根）进行了俯冲轰炸和舰炮射击，将其击沉。

## 历任舰长
下表系根据《日本海軍史》第9、10卷，以及《官報》进行整理。
- 臼井幹藏 海军大佐：1909年9月15日 - 1910年6月25日 ＊兼佐世保海軍工廠艤装員（- 1910年6月3日）
- 森義臣 海军大佐：1910年6月25日 - 12月1日
- 片冈荣太郎 海军大佐：1910年12月1日 - 1911年1月16日
- 山口九十郎 海军大佐：1911年1月16日 - 11月20日
- 竹内次郎 海军大佐：1911年11月20日 - 1912年12月1日
- 西尾雄治郎 海军大佐：1912年12月1日 - 1913年4月1日
- 佐藤皐藏 海军大佐：1913年4月1日 - 5月24日
- 原篤慶 海军大佐：1913年5月24日 - 12月1日
- 武部岸郎 海军大佐：1913年12月1日 -
- 吉川安平 海军大佐：1914年12月1日 - 1915年12月13日
- 古川弘 海军大佐：1915年12月13日 - 1916年12月1日
- 石川秀三郎 海军大佐：1916年12月1日 - 1917年12月1日
- 福田一郎 海军大佐：1917年12月1日 - 1918年11月10日[38]
- （暂代）关干城 海军中佐：1918年11月10日 - 12月1日
- 关干城 海军大佐：1918年12月1日 - 1919年12月1日
- 常松憲三 海军大佐：1919年12月1日[39] - 1920年12月1日[40]
- 園田繁喜 海军大佐：1920年12月1日[40] - 1921年11月1日[41]
- 八角三郎 海军大佐：1921年11月1日 - 1922年5月30日
- 森田登 海军大佐：1922年5月30日[42] - 12月1日[43]
- 巨勢泰八 海军大佐：1922年12月1日 - 1923年11月10日
- （暂代）小林省三郎 海军中佐：1923年11月10日 - 12月1日
- 小林省三郎 海军大佐：1923年12月1日 - 1925年4月15日
- 高木平次 海军大佐：1925年4月15日[44] - 10月20日[45]
- 鈴木秀次 海军大佐：1925年10月20日[45] - 1926年8月20日[46]
- 植松練磨 海军大佐：1926年8月20日 - 1927年4月5日
- 中村龟三郎 海军大佐：1927年4月5日 - 11月15日
- 藤泽宅雄 海军大佐：1927年11月15日[47] - 1928年12月10日[48]
- 波多野二郎 海军大佐：1928年12月10日[48] - 1929年11月30日[49]
- 佐藤康逸 海军大佐：1929年11月30日 - 1930年12月1日